# Tassadia subulata
Tassadia subulata är en oleanderväxtart som först beskrevs av Vell., och fick sitt nu gällande namn av J. Fontella Pereira och E.A. Schwarz. Tassadia subulata ingår i släktet Tassadia och familjen oleanderväxter.

## Underarter
Arten delas in i följande underarter:
- T. s. florida
- T. s. tomentosa